# Lúpin (revista)
Lúpin fue una revista de historietas argentina. Su contenido incluía historietas de aventuras con una dosis de humor, aunque su mayor repercusión la logró por su contenido técnico y científico. Con periodicidad quincenal y formato apaisado, a partir del número 11 su frecuencia pasó a ser mensual para dar la posibilidad de seleccionar mejor el material.

## Origen
La Revista Lúpin nace en Buenos Aires, Argentina, con la sociedad de un prócer de la historieta de ese país, Guillermo Divito, fundador de la revista Rico Tipo, y dos de sus compañeros en la misma, Guillermo Guerrero y Héctor Mario Sídoli. Dicha sociedad se produce a mediados de los años 60 bajo el nombre de "Ediciones G.D.S" (las iniciales del apellido de cada socio) y su primer número sale a la venta en febrero del año 1966.
Al principio se barajaron varios nombres, como los de Aventurietas o Resorte, pero finalmente se decidieron por Lúpin.

## Formato y contenido
La "revistucha", como les gusta llamarla a sus autores, fue cambiando levemente con los años. Sus tapas siempre fueron coloridas, de un papel brillante y de calidad, aunque los últimos años la calidad de dicho papel había bajado considerablemente debido al declive de la publicación y, sobre todo, al costo de la impresión. Las páginas interiores, editadas en modesto papel de periódico, eran en blanco y negro (al que se aplicó un leve color celeste durante un período de la década del ´70). El formato de la revista era apaisado, algo muy popular en las publicaciones argentinas por aquella época (tenían ese formato revistas como Capicúa (en la que surgieron casi todos los personajes de Lúpin), Piantadino, Jaimito o Patoruzito). El formato apaisado permitía reducir los costos de impresión: Guerrero y Sídoli dibujaban dos revistas, que se imprimían juntas, una encima de la otra; luego cortaban la hoja horizontalmente por la mitad para obtener los dos ejemplares. El tamaño de la revista disminuyó al menos en tres oportunidades a lo largo de su historia.
El contenido en su interior también varió a lo largo de los años: en sus inicios aparecieron personajes como Hercu Sansonacho, Johnny Retruenos o Tuerquito y Gasolina, que no pasaron los primeros años; el Gato Juanchi (una de las tiras cómicas breves) apareció después, y en los últimos números, por problemas de autoría a raíz de la desaparición física de Sídoli el 30 de diciembre de 2006, solo aparecieron personajes de Guerrero, sumándose a los tradicionales de la revista otros aún más viejos como Joe Flip o Moscato, Oporto y Anís (historieta publicada por Guerrero originalmente en el diario La Razón, a comienzos de los 40, y llamada "Villa Mosquete").
En las últimas décadas, su interior contenía siete historietas, cinco del tipo de aventuras, de un par de páginas de extensión cada una, y dos tiras cómicas breves. Dichas historias eran las de Lúpin (de Guerrero); Bicho y Gordi (de Tito Sol); Resorte, el ayudante del Profe (de Dol); Saltapones (de Dol); Mosca Kid (de Guerrero); Jopo y Rollito (de Dol); Al Feñique (de Guerrero), Piedrito y Saurito (de Guerrero); Moscato, Oporto y Anís (de Guerrero); Manija, el camarógrafo (de Dol) y finalmente la de Purapinta (de otro prócer del dibujo como Abel Ianiro), que junto al Gato Juanchi, componían las dos breves tiras cómicas.
Aunque obviamente sus historietas eran una parte muy importante de la revista, su popularidad se basaba sobre todo en su otra clase de contenidos, formados por planos de aeromodelos para armar (de los que se encargaba Guerrero, piloto civil y gran fan de la aviación), planos de electrónica (a cargo de Sídoli, amante de la electrónica y extécnico de la Phillips), ideas para los Boyscouts (Sídoli fue miembro del cuerpo en su infancia), y toda clase de ideas útiles, así como por supuesto el rincón de los lectores (donde éstos compartían sus ideas y planos), y el llamado "El correo del Gordi" (del que se encargaba Sídoli), en donde los seguidores de la revista opinaban y se carteaban con los editores.
Los estilos de Guerrero y de Sídoli eran contrapuestos. Guerrero se inscribía en la tradición gráfica de las historietas argentinas, con dibujos semirrealistas de trazo mediano, simple y elegante; el estilo de Sídoli era muy barroco, con trazos finos y con una multitud de detalles y de mensajes escritos en los lugares más insólitos (contra el tabaco, ironías sobre los personajes, sobre las situaciones de la historieta... y también en varios idiomas, puesto que él era políglota: hablaba alemán, inglés, francés, portugués e italiano) que condimentaban la lectura haciéndola más interesante. En particular, en las historietas de Resorte aparecían juntos deliciosos anacronismos (los cascos de los militares argentinos correspondían a los que se usaban en la década del 40, o sea, el casco alemán de la Segunda Guerra Mundial), con expresiones de deseo futurista (una Argentina lanzando cohetes y estaciones orbitales al espacio desde una base en Sarandí).
Los nombres de algunos personajes de Guerrero son sumamente sutiles. "Lúpin" es una deformación de "looping", una figura de acrobacia aérea. El personaje Máchingan (de Al Feñique) es un inspector de policía en los Estados Unidos de la década del 20; ahora bien, "Máchingan" no es sino una transliteración del inglés "Machine gun", o sea, "ametralladora".
También cabe señalar que Piedrito y Saurito, de Guerrero, son una versión actualizada de la que fuera su primera historieta creada en su niñez. Y que los mosqueteros Moscato, Oporto y Anís son también una versión actualizada de su primera historieta publicada en La Razón, bajo el título "Villa Mosquete".
Entre los colaboradores más destacados de la "revistucha" en sus 41 años se encuentran: Juan Luis Barrionuevo, con sus increíbles aeromodelos desde finales de los ´80 a comienzos de los ´90; Carlos Ernesto Frutos, desde inicios de los ´90 hasta el último número, con sus historias para todos los personajes de Guerrero —en donde también aparecía frecuentemente interactuando con dichos personajes. También marcó incluso nuevos rumbos en las tramas de Lúpin y Piedrito y Saurito, iniciando con estos dos últimos una saga de historias que llevó varias partes, como si de películas se tratara. Y Ernesto también fue el autor de varias historietas que fundían los universos de todos esos personajes, especialmente para aniversarios de la revista—, y también fue autor de artículos sobre computación, ecología, astronomía, etc.; Jorge "El Polaco" Sysa, y sus notas de camping y recorriendo la Patagonia en los años ´80, y, más recientemente, dedicadas al ciclismo (y el miembro de la "barra de Lúpin" que más apareció en las historietas); Guillermo Viguerie, también durante más de una década, con sus aeromodelos e ideas varias; don Pepe Gomiz con sus legendarios barriletes. También hubo colaboradores menores, tales como Gustavo Mamani (ciclismo), Roberto Kucharczuk (radioafición) y Ariel Aguilar (esporádicamente historietas junto a Frutos).

## Su desaparición
Después de 41 años ininterrumpidos de publicación, la Lúpin dejó de existir tras el fallecimiento de Sídoli, también conocido como "Dol", "Tito Sol" o "el Dire", por problemas de autoría con sus herederos.
Sus últimos dos números, llevados adelante por Guillermo Guerrero y Carlos Ernesto Frutos, hicieron posible que se llegara al 499, del mes de abril del 2007. Lamentablemente no pudo llegarse al tan esperado número 500 para desazón de sus lectores.
Guerrero prosiguió con un proyecto que contenía únicamente sus personajes, llamado Revista Pinlu (nombre de uno de los personajes, un aviador primo de Lúpin que vivía en Estados Unidos). Con la autoría de Carlos Ernesto Frutos, se incluyó la mega historieta que reunía a todos los personajes de Guerrero y que fuera planificada para el tan ansiado número 500 de Lúpin.
De Pinlu se llegaron a editar 28 revistas, hasta el mes de septiembre del 2009, incluyendo nuevos personajes y nuevas aventuras que, con acuerdo mediante, incluyeron la reaparición de algunas historietas de Sídoli en las últimas ediciones.
Guillermo Guerrero falleció el 25 de junio de 2009.